# Хвороба Фокса — Фордайса
Хвороба Фокса-Фордайса — хронічне захворювання апокринних залоз, що виявляється появою сверблячих шкірних висипань в пахвових западинах, на лобку, навколо сосків.

## Епідеміологія
Захворювання в основному вражає молодих жінок у віці від 13 до 50 років. Однак, бувають випадки виникнення хвороби і в іншому віці.

## Клінічна картина
Висипання з'являються в місцях локалізації апокринових потових залоз. На шкірі з'являються кулясті папули діаметром 2-3 мм, іноді і більші. На поверхні папули гіперкератічні кератозу. Висипання мають злегка червонуватий відтінок. Як правило, основна скарга, з якою звертаються пацієнти — інтенсивний свербіж. При даному захворюванні з часом можуть з'являтися кісти, ліхеніфікація та імпетигінізація.
Дерматоз має хронічний перебіг. Для захворювання характерно посилення свербіння перед менструацією, а також зменшення під час вагітності.

## Діагностика
Діагноз ставиться на підставі клінічних ознак, скарг. У важкодіагностованих випадках виконують гістологічне дослідження для верифікації діагнозу.

## Диференціальна діагностика
Диференціальна діагностика проводиться з наступними захворюваннями:
- хвороба Дар'є-Вайта;
- чорний акантоз;
- плоский лишай[2].

## Лікування
Захворювання важко піддається лікуванню. Місцево використовують глюкокортикоїди, антибіотики, антисептики. Хороший ефект дає використання препаратів вітаміну групи А.